# Педи (народ)

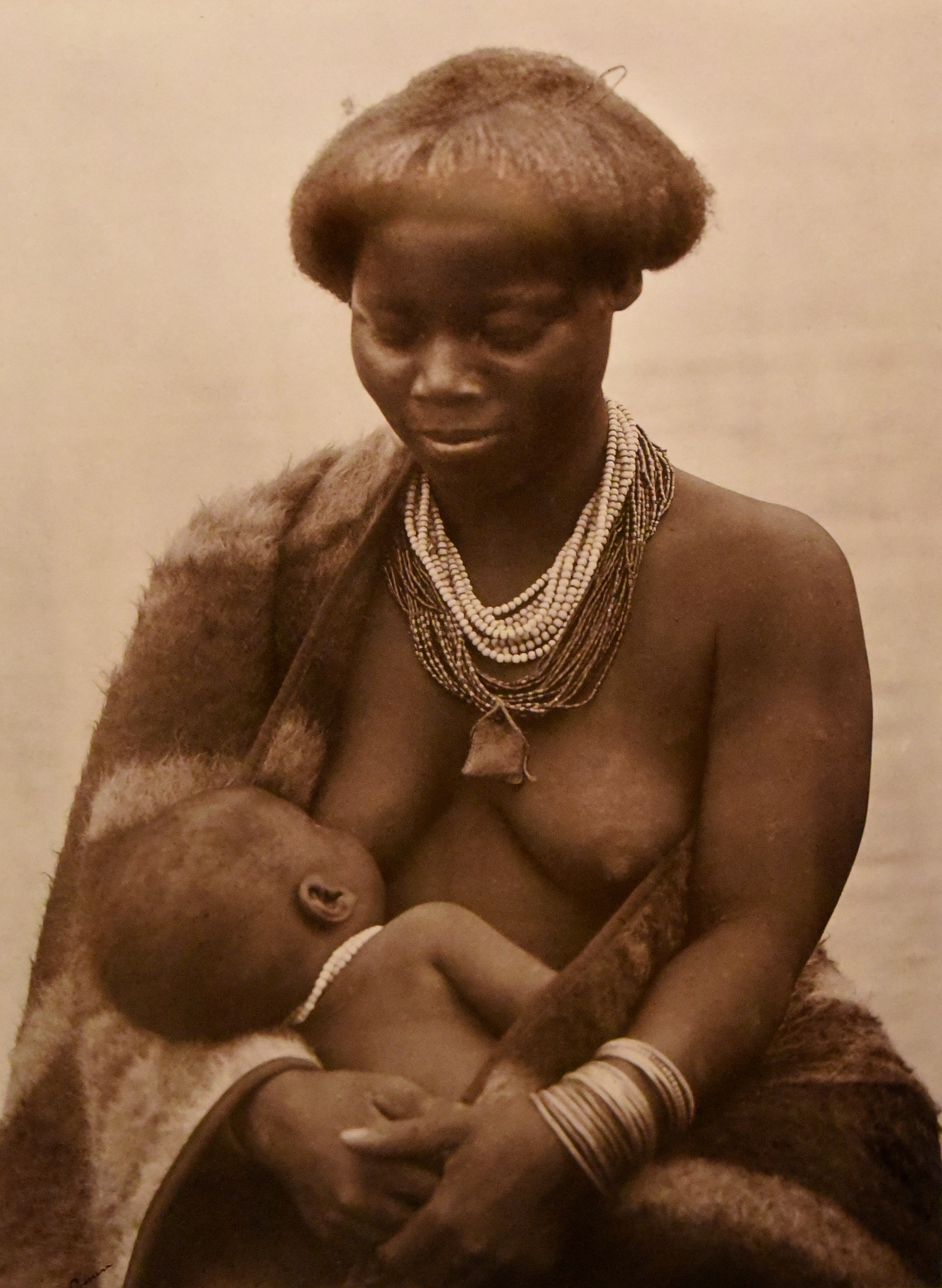
Женщина народа Педи

Пе́ди, бапеди, северные сото — народ в Южной Африке. Большая часть живёт в ЮАР (к северу от Претории) и частично в сопредельных районах Республики Ботсвана и Зимбабве. Численность — более 4 млн чел. Язык — относится к группе языков банту бенуэ-конголезской семьи нигеро-кордофанской макросемьи языков. Сохраняются традиционные религиозные верования (культы предков, сил природы), часть — протестанты. Основные традиционные занятия — земледелие (кукуруза, сорго, бобовые) и разведение крупного рогатого скота. Многие работают на рудниках и на промышленных предприятиях. Для традиционной социально-политической организации были характерны вождества, тотемические кланы, возрастные инициации, кросс-кузенные браки.

## Место обитания
Современное место обитания Педи, Сехухунеланд, расположена между рекой Улифантс и притоком реки Стилпорт; граничит на востоке с Дракенсбергом, а также горами Леоло. Раньше территория, которую занимало это племя, было во много раз больше и простиралось от Рустенберга до реки Ваал на юге. Но после победы Великобритании в войне в 1879 году, территория Педи была значительно сокращена.

## История
Приблизительно в 1650 они поселились в области к югу реки Тубэтс (что является нынешним местом обитания). Здесь племя начало развиваться и взаимодействовать с другими народами в этой области. Только во второй половине 18-го века они раширили своё влияние, благодаря объединению с соседними племенами и приглашению мощных вождей править племенем. Пик расцвета племени Педи пришелся на 1790—1820 годы во время правления Тулэйра. К концу его правления племя было ослаблено постоянными войнами с захватчиками Ндвандве с юго-востока. Сыну Тулэйра — Секвати — удалось стабилизировать государство и подавить многочисленные набеги других племен. Он вел множество переговоров с африканским фермерами (бурами) для того, чтобы сохранить контроль над своими землями и не прибегать к насилию. К 1870-м Педи представлял собой один из трех альтернативных источников местных органов власти, вместе со Свази и ЮАР, которую создали буры. Усиление борьбы между бурами и Педи за землю привело к войне в 1876, в которой были побеждены бурские и свазилендские силы.

## Религия
Наследственное вероисповедание (фаза) включило в себя принесение в жертву животного как со стороны матери, так и со стороны отца. Ключевой фигурой в семейном ритуале была кгади (старшая сестра отца). Положение нгака раньше унаследовалось патрилинейным образом, но теперь обычно наследуется женщиной от своего деда по отцовской линии или прадеда.
Сейчас же большая часть Леди христиане, но часть до сих пор придерживается традиционной религии и традиционным обычаям.

## Быт
Основные традиционные занятия — ручное земледелие (сорго, кукуруза) и скотоводство (крупный и мелкий рогатый скот). Традиционные ремёсла — гончарное (крупные сосуды с красным ангобом и лощением), изготовление деревянной утвари (ложки, кубки, скамейки) с геометрическим орнаментом, изделий из разноцветного бисера.
Жилище круглое, с конической крышей, стены плетёные и обмазанные глиной, нередко раскрашенные. Разнообразны хозяйственные постройки (зернохранилища, кладовые, кухни).
Традиционная мужская одежда — плащ-каросса, набедренная повязка, современная — европейского типа. Женщины продолжают носить длинные голубые платья, украшенные яркими кантами и бисером.
Пища — каши и лепёшки из кукурузы, сорго, проса, овощи, молоко.

## Знаменитые люди племени Педи
- Накеди Рибане
- Африка Цоаи[англ.]
- Сепутла Себогоди
- Токио Сексвале
- Маите Нкоана-Машабане
- Кастер Семеня
- Сирил Рамафоса
- Кайфус Семеня[англ.]
- Маноко Семеня
- Лидия Мокгоколоши
- Доктор Мэмфел Рэмфел
- Нгоако Раматльоди
- Манче Маземола[3]